# SpamCop
SpamCop是一個垃圾電郵的回報服務，允許收件者將收到的垃圾電郵轉交給系統分析，將發送垃圾電郵的IP地址建立黑名單（稱為，或）。

## 歷史
1998年SpamCop由所創辦。電子郵件安全公司IronPort在2003年11月24日收購了SpamCop。之後IronPort於2007年1月4日被Cisco收購，而創辦人Julian Haight在Cisco併購兩年後離開Cisco。

## 優點
SpamCop協助互联网服务供应商、網頁寄存服務以及电子邮件的服務提供商迅速發現，並停用發送垃圾信件的帳號。

## 限制
第一次使用SpamCop的使用者會需要設定參數，以協助SpamCop分析信件內哪些部份才是垃圾信發送源頭。

## 相關連結
- DNSBL
- 反垃圾邮件技术
- 垃圾電郵
- 濫發電子訊息

## 外部連結
- 官方网站 （英文）